# Jacques Pascal Wijnandts
Jacques Pascal Wijnandts, ook wel Jacobus Pascal Wynandts (Maastricht, 28 mei 1797- Maastricht, 16 maart 1855), was een Nederlandse politicus en bestuurder. Hij was burgemeester van Maastricht van 1851 tot 1855.

## Biografische schets
Jacques Pascal was de oudste van drie kinderen van Severinus Josephus Wijnandts (ca. 1774-1832) en Catharina Theresia Gijselinx (ca. 1764-1801). Zijn jongere zussen stierven beiden voor hem.
Wijnandts was grootgrondbezitter en zijn politieke loopbaan begon pas laat. In 1851 werd hij lid van de Maastrichtse gemeenteraad en op 23 oktober van datzelfde jaar werd hij burgemeester. Tijdens zijn bewind kwam onder andere de spoorbrug over de Maas tot stand, waardoor in 1856 de eerste trein naar Hasselt kon rijden. Van 1853 tot 1855, dus tijdens zijn burgemeesterschap, was hij tevens lid van de Provinciale Staten van Limburg. In 1852 werd hij lid van de in dat jaar opgerichte Société Historique et Archéologique à Maestricht, de directe voorloper van Limburgs Geschied- en Oudheidkundig Genootschap.
Hij stierf op 57-jarige leeftijd te Maastricht en werd begraven op de Algemene Begraafplaats Tongerseweg.

## Nakomelingschap
Op 7 oktober 1823 trad Jacques Pascal Wijnandts in het huwelijk met Maria Gertrudis Nijst/Nyst (1798-1856), dochter van de koopman-leerlooier Petrus Dominicus Nijst (1768-1843?) en Maria Sibilla Helgers (1774?-1851) en zuster van de jurist en politicus Victor Nyst. Het echtpaar kreeg vijf kinderen, waarvan er drie de volwassenheid bereikten:
1. Maria Josephina Carolina Sibilla Wijnandts (1824-1886), gehuwd met de arts en politicus Jan Hubert Joseph Schreinemacher (1820-1892)
2. Petrus Eugenius Wijnandts (1827-1852)
3. Maria Josephina Wijnandts (1828-1831)
4. Maria Emelia Catharina Wijnandts (1830-1835)
5. Ludovicus Josephus Wijnandts (1836-1876), ongehuwd, geen kinderen